# 向原町
向原町（むかいはらちょう）は、かつて広島県の高田郡に存在した町。
2004年3月1日に高田郡の全6町（甲田・高宮・美土里・向原・八千代・吉田各町）が合併（新設合併）して発足した安芸高田市に移行した。同時に高田郡は消滅した。

## 町名の由来
向原町に通る道路が、井原市に行くことができたため、井原市に向かうで「向原」となった。

## 沿革
- 1889年4月1日 市町村制施行。向原町域には当時いずれも高田郡に属する有保・坂・戸島・長田の各村が存在した。
- 1929年4月1日 坂・戸島・長田の各村が合併（新設合併）して向原村が発足する。
- 1937年4月1日 町制施行して向原町になる。
- 1954年3月31日 有保村の一部（有留の一部分と保垣の全部分）を編入する。
※有保村の残部は同じ日に高田郡高南村に編入され、その後高田郡白木町→広島市→広島市安佐北区と変遷した。
- 2004年3月1日 高田郡の全6町が合併（新設合併）して安芸高田市が発足したことに伴い消滅、同時に高田郡も消滅した。

## 地理

### 河川
- 三篠川…太田川支流。水は瀬戸内海に流れる。
- 戸島川…江の川支流。日本海に流れる。

戸島地区が太田川と江の川の分水嶺になっており、「泣き別れ」という地名が存在する。

### 山
- 鷹ノ巣山（922.1m）
- カンノ木山（892.1m）
- 大土山（800.1m）
- 神ノ倉山（561.5m）
- 平畝山（484m）
- 高嶽山（444m）
- 丸山（252.4m）

## 名所・旧跡
- 丸山公園 (安芸高田市)[1]

## 大字（2004年2月29日当時のデータ）
- 有留（ありどめ）
- 坂（さか）
- 戸島（としま）
- 長田（ながた）
- 保垣（ほがき）

## 交通（2004年2月29日当時のデータ）

### 鉄道

#### JR芸備線
- 向原駅

### 道路

#### 高速道路
- 町内は全く通っていない。

#### 国道
- 町内は全く通っていない（1982年以降は高田郡で唯一の国道の通っていない町になっていた）。

#### 主要地方道
- 広島県道29号吉田豊栄線
- 広島県道37号広島三次線
- 広島県道80号東広島向原線

#### 一般県道
- 広島県道328号志和口向原線
- 広島県道438号羽出庭向原線

## 教育（2010年4月2日当時のデータ）

### 小学校
- 安芸高田市立向原小学校

### 中学校
- 安芸高田市立向原中学校

### 高等学校
- 広島県立向原高等学校

## 出身・ゆかりのある人物
- 名川侃市（弁護士、衆議院議員） - 坂村生まれ。